# Константина (вилайет)
Константи́на (араб.  ولاية قسنطينة ‎) — вилайет в северо-восточной части Алжира, одноимённый своему административному центру, городу Константина.
Город Константина — третий по величине город Алжира.

## Географическое положение
Вилайет лежит в горах Атлас, на хребтах Телль-Атлас, примерно в 80 км от побережья Средиземного моря.
Граничит с вилайетами Скикда на севере, Гельма на востоке, Умм-эль-Буаги на юге и Мила на западе.
Климат Константины — субтропический. Среднегодовая температура: +15…+17 С°. Наиболее холодный месяц январь (до +5 С°), наиболее жаркий — июль (+26 С° и выше).

## История
Вилайет Константина имеет богатую историю. В царствование Масиниссы в III веке до нашей эры он становится центром Нумидии, со столицей в городе Сирта (современный административный центр вилайета — Константина).
Впоследствии провинция стала владением Римской империи. Тогда же город получил своё современное название. Были сооружены дороги, мосты и акведуки, остатки которых сохранились до наших дней. Город вырос и стал заметным торговым центром своего времени, поддерживая активные связи с главными торговыми городами Европы — Пизой, Генуей и Венецией.
В конце VII века здесь появились арабы-мусульмане.
В XVI веке братья-пираты Барбаросса становятся основателями военной колонии Алжир, впоследствии известной как Алжирское регентство. Старший брат, Арудж Барбаросса, в 1516 установил контроль над Алжиром, его младший брат и преемник Хайр-ад-Дин Барбаросса расширил границы своих владений, присоединив в числе прочих городов Константину.
В период турецкого владения Константина становится одной из трёх алжирских провинций.
В 1836 году французская армия предприняла неудачную попытку захватить столицу вилайета закончившуюся разгромом экспедиционного корпуса. Но, несмотря на неудачу, в 1837 году они вновь осадили Константину и на этот раз им удалось овладеть городом; в том же году Константина была присоединена к Франции, а с 1848 года вилайет стал частью образованной французами колонии Алжир.
В XX веке Константина превратилась в крупный железнодорожный центр.
В годы Второй мировой войны во время кампании в Северной Африке Константина использовалась союзными войсками в качестве военной базы.

## Административное деление
Административно вилайет разделен на 6 округов и 12 коммун:
| № | Округ                         | Число коммун | Площадь, км² | Население, чел. (2008) |
| - | ----------------------------- | ------------ | ------------ | ---------------------- |
| 1 | Константина (Constantine)     | 1            | 231,63       | 448 374                |
| 2 | Эль-Хруб (El Khroub)          | 3            | 610,70       | 242 163                |
| 3 | Айн-Абид (Aïn Abid)           | 2            | 634,22       | 50 478                 |
| 4 | Зигут-Юсеф (Zighout Youcef)   | 2            | 367,97       | 44 645                 |
| 5 | Хамма-Бузиян (Hamma Bouziane) | 2            | 186,88       | 124 903                |
| 6 | Ибн-Зияд (Ibn Ziad)           | 2            | 257,37       | 27 911                 |

## Экономика и промышленность
В 70-х годах на заводах Константины стали производиться тракторы и другая сельскохозяйственная техника. Мукомольное и текстильное производство.

## Транспорт
Вилайет лежит на главной железнодорожной магистрали, проходящей в северо-западном направлении от границы с Тунисом до алжиро-марокканской границы, и связан железнодорожным сообщением с городами Аннаба, Алжир, Оран, Тлемсен. Кроме этого, он соединен с основными городами Алжира автомагистралями.
В административном центре вилайета находится один из четырёх главных аэропортов Алжира.
16 апреля 2007 года состоялась церемония закладки трамвайной линии в городе Константина. Протяжённость первой очереди трамвая — 9 км, всего запланировано 22 км. Ввод в строй первого участка был запланирован на 2009 год.
Есть также линия фуникулёра.

## Культура и достопримечательности
В своём арсенале Константина имеет большое количество объектов культуры: Музей древнего и современного искусства, мавзолей Масиниссы, руины римского акведука, многочисленные мечети, висячий мост Сиди Мсид, усыпальницу Соумма, здания университета имени Абд аль-Кадира, стадион Бен Абдель-Малекса, целебные источники и т. п.
Историческую ценность в городе представляют и два моста — Сиди Рашида и Аль-Кантара, расположенных на высоте 125 м и соединяющих старую часть города с узкими улочками с современной.